# …For Victory
…For Victory (рус. …Для победы!) — пятый студийный альбом британской дэт-метал группы Bolt Thrower. Это был последний студийный альбом, выпущенный на лейбле Earache Records по условиям контракта, до ухода группы на другой лейбл Metal Blade.
Записан он был также на студии Sawmill Studios, и продюсером был Колин Ричардсон из Earache Records, его сопродюсерами также были участники группы.
Лимитированное издание альбома содержит в качестве бонуса live-альбом War.
Четвёртая песня …For Victory содержит цитату из произведения Лауренса Биньона "Ода Воспоминаний", посвящённую событиям Первой мировой войны.
Звучание альбома по сравнению с дум-уклоном предыдущего альбома стало более приближенным к традиционному дэту (хотя полностью от дум-влияний альбом не отошёл). Изменился вокал в альбоме — если для всех альбомов группы был до этого характерен только гроулинг, то в альбоме For Victory его стало меньше, а больше стало хардкор-скриминга, особенно в «When Glory Beckons» и «Armageddon Bound». Темп стал быстрее, вновь появился бласт-бит.

## Список композиций
- Все песни написаны группой Bolt Thrower

| №                   | Название             | Длительность |
| ------------------- | -------------------- | ------------ |
| 1.                  | «War»                | 1:16         |
| 2.                  | «Remembrance»        | 3:42         |
| 3.                  | «When Glory Beckons» | 3:59         |
| 4.                  | «…For Victory»       | 4:50         |
| 5.                  | «Graven Image»       | 3:59         |
| 6.                  | «Lest We Forget»     | 4:37         |
| 7.                  | «Silent Demise»      | 3:54         |
| 8.                  | «Forever Fallen»     | 3:47         |
| 9.                  | «Tank (Mk.I)»        | 4:15         |
| 10.                 | «Armageddon Bound»   | 5:13         |
| Общая длительность: | Общая длительность:  | 39:35        |

| №   | Название          | Длительность |
| --- | ----------------- | ------------ |
| 11. | «World Eater '94» |              |
| 12. | «Overlord»        |              |

## Участники
- Карл Уиллетс — вокал
- Гэвин Уорден — гитара
- Барри Томпсон — гитара
- Эндри Уэйл — барабаны
- Джо Бенч — бас-гитара

## Дополнительные участники
- Колин Ричардсон — продюсирование
- Джон Корнфайнд — инженерование